# Нурисье, Франсуа
Франсуа́ Нурисье́, также Нуриссье́ (фр. François Nourissier; 18 мая 1927, Париж — 15 февраля 2011, там же) — французский писатель, журналист и литературный критик.

## Биография и творчество
Франсуа Нурисье родился в 1927 году в Париже. Учился в частных коллежах, затем в лицеях Сен-Луи и Людовика Великого. Получал высшее образование в Институте политических исследований и в Сорбонне.
В 1952 году Нурисье стал генеральным секретарём издательства Denoël. Он также сотрудничал, в качестве журналиста, с рядом изданий: Nouvelles littéraires, Point, Figaro Magazine, L’Express, La Parisienne. На протяжении почти сорока лет, с 1958 по 1996 год, работал литературным консультантом в издательстве Грассе. В 1977 году был избран в Гонкуровскую академию; с 1996 по 2002 год был её президентом.
В 1958 году вышел роман Нурисье «Синий как ночь» (Bleu comme la nuit). Вместе с последовавшими за ним романами «Мелкий буржуа» (Un Petit bourgeois, 1963) и «Одна французская история» (Une histoire française, 1965) он составляет трилогию под общим названием «Malaise général», которая, как и всё творчество Нурисье, отличается «мрачным нарциссизмом», едкой иронией и разочарованностью. «Одна французская история» была удостоена Большой премии Французской Академии за роман. В 1970 году роман «Гибель» (La Crève), «пронзительная исповедь отчаявшегося», был удостоен премии Фемина.
В середине 1990-х годов у писателя обнаружили болезнь Паркинсона. Борьбе с ней посвящены роман «Envers et contre Miss P.» и «Le Prince des Berlingots» (2003). В 2000 году в издательстве Галлимар вышел автобиографический роман Нурисье «A défaut de génie».
Франсуа Нурисье умер в Париже 15 февраля 2011 года.